# Joe Penner
Joe Penner (ur. 11 listopada 1904 w Zrenjaninie, zm. 10 stycznia 1941 Filadelfii) – amerykański komik i aktor filmowy i telewizyjny pochodzenia węgierskiego.

## Filmografia
- 1934: College Rhythm jako Joe
- 1937: The Life of the Party jako Joseph 'Joe' Penner
- 1939: The Day the Bookies Wept jako Ernest 'Ernie' Ambrose
- 1940: Millionaire Playboy jako Joe Zany, znany też jako Pan Joe Potter

## Wyróżnienia
Posiada swoją gwiazdę na Hollywoodzkiej Alei Gwiazd.